# Conchocarpus
Conchocarpus je biljni rod iz porodice rutovki (Rutaceae). Četrdesetak vrsta rasprostranjeno je od Nikaragve do južnog Brazila
Rod je opisan 1820., tipična vrsta je C. macrophyllus iz Brazila.

## Vrste
1. Conchocarpus acuminatus (Pilg.) Kallunki & Pirani
2. Conchocarpus adenantherus (Rizzini) Kallunki & Pirani
3. Conchocarpus bellus Kallunki
4. Conchocarpus cauliflorus Pirani
5. Conchocarpus concinnus Kallunki
6. Conchocarpus cuneifolius Nees & Mart.
7. Conchocarpus cyrtanthus Kallunki
8. Conchocarpus dasyanthus Kallunki
9. Conchocarpus diadematus Pirani
10. Conchocarpus elegans (A.St.-Hil.) Kallunki & Pirani
11. Conchocarpus fanshawei (Sandwith) Kallunki & Pirani
12. Conchocarpus fissicalyx Pirani
13. Conchocarpus fontanesianus (A.St.-Hil.) Kallunki & Pirani
14. Conchocarpus furcatus Kallunki
15. Conchocarpus gaudichaudianus (A.St.-Hil.) Kallunki & Pirani
16. Conchocarpus grandiflorus (Engl.) Kallunki & Pirani
17. Conchocarpus grandis Kallunki
18. Conchocarpus guyanensis (Pulle) Kallunki & Pirani
19. Conchocarpus hamadryadicus Pirani & Kallunki
20. Conchocarpus heterophyllus (A.St.-Hil.) Kallunki & Pirani
21. Conchocarpus hirsutus Pirani
22. Conchocarpus inopinatus Pirani
23. Conchocarpus insignis Pirani
24. Conchocarpus jirajaranus Kallunki & W. Meier[2]
25. Conchocarpus larensis (Tamayo & Croizat) Kallunki & Pirani
26. Conchocarpus longifolius (A.St.-Hil.) Kallunki & Pirani
27. Conchocarpus longipes Kallunki
28. Conchocarpus macrocarpus (Engl.) Kallunki & Pirani
29. Conchocarpus macrophyllus J.C.Mikan
30. Conchocarpus marginatus (Rizzini) Kallunki & Pirani
31. Conchocarpus mastigophorus Kallunki
32. Conchocarpus minutiflorus Groppo & Pirani
33. Conchocarpus modestus Kallunki
34. Conchocarpus nicaraguensis (Standl. & L.O.Williams) Kallunki & Pirani
35. Conchocarpus obovatus (Nees & Mart.) Kallunki & Pirani
36. Conchocarpus odoratissimus (Lindl.) Kallunki & Pirani
37. Conchocarpus oppositifolius Kallunki
38. Conchocarpus ovatus (A.St.-Hil. & Tul.) Kallunki & Pirani
39. Conchocarpus paniculatus (Engl.) Kallunki & Pirani
40. Conchocarpus pentandrus (A.St.-Hil.) Kallunki & Pirani
41. Conchocarpus punctatus Kallunki
42. Conchocarpus racemosus (Nees & Mart.) Kallunki & Pirani
43. Conchocarpus ramiflorus (Spruce ex Engl.) Kallunki & Pirani
44. Conchocarpus santosii Pirani & Kallunki
45. Conchocarpus silvestris (Nees & Mart.) Kallunki & Pirani
46. Conchocarpus sordidus Kallunki
47. Conchocarpus toxicarius (Spruce ex Engl.) Kallunki & Pirani
48. Conchocarpus transitionalis (Rizzini) Kallunki & Pirani
49. Conchocarpus ucayalinus (Huber) Kallunki & Pirani

## Sinonimi
- Almeidea A.St.-Hil.
- Dangervilla Vell.
- Diglottis Nees & Mart.
- Lasiostemum Nees & Mart.
- Obentonia Vell.
- Rossenia Vell.